# Kriminalpolizei
La Kriminalpolizei (detta comunemente anche Kripo), è la designazione dei corpi di polizia giudiziaria in Germania, Austria e nei Cantoni svizzeri di lingua tedesca. 
Nella Germania nazista del 1936, durante il nazismo, il comando della Kripo venne centralizzato nel V Dipartimento della Reichssicherheitshauptamt, l'ufficio centrale per la sicurezza del Terzo Reich. Oggi, nella Repubblica federale di Germania, la Kripo è uno dei dipartimenti della Landespolizei, la Polizia di Stato che dipende dai singoli stati federati della Germania.

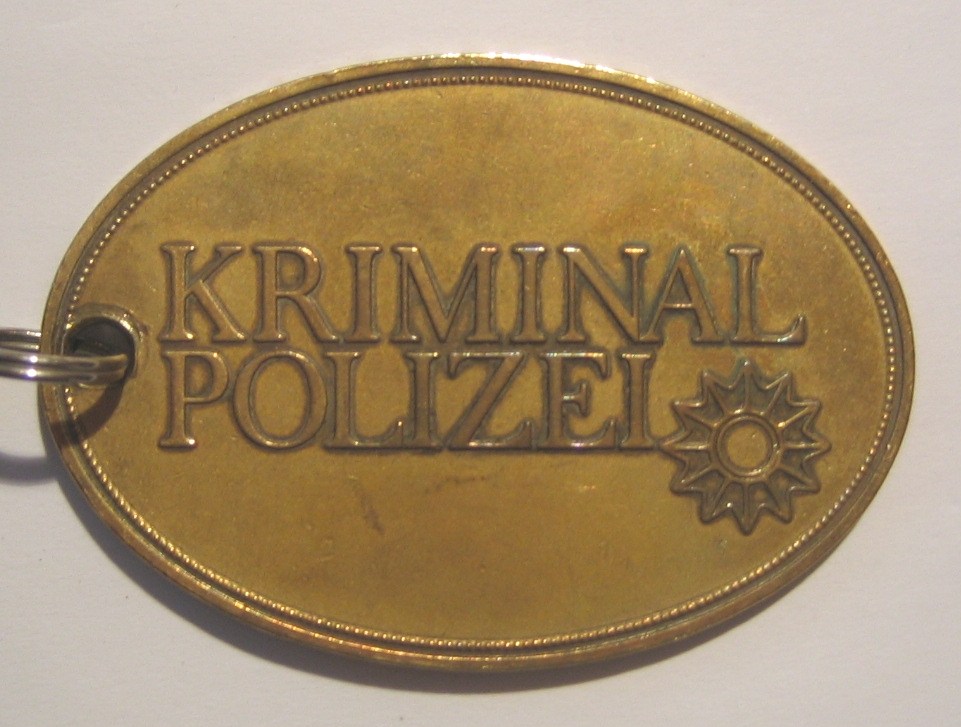
Fibbia in bronzo della Kriminalpolizei.

## Storia

### La creazione
La Kripo nacque nel 1799 quando sei agenti di polizia vennero distaccati ed assegnati alla prussiana Kammergericht (Corte Superiore di Giustizia) di Berlino col compito di indagare sui crimini più importanti. Quando necessario ai fini investigativi potevano dismettere la divisa di polizia e lavorare in borghese. Mano a mano il loro numero aumentò finché nel 1811 venne redatto il Berliner Polizeireglement ("Regolamento della Polizia di Berlino").
Nel 1820 venne creato il ruolo dirigenziale di Kriminalkommissar (Commissario). Nel 1872 venne creata la Kriminalpolizei come branca separata dalla polizia in divisa che allora si chiamava Schutzpolizei.
Sulla base delle esperienze di questa nuova forza di polizia, altri stati tedeschi, ad esempio Brema nel 1852, riformarono le loro forze di polizia e alla fine del XIX secolo la Kriminalpolizei era presente in ogni parte della Germania, allora unificata nell'Impero tedesco, tuttavia ancora articolata in innumerevoli entità quali regni, granducati, principati, città libere.
Fino agli anni '30 del XX secolo la Kripo ha continuato ad essere l'agenzia investigativa delle attività criminali sotto il diretto controllo dei singoli stati tedeschi.

### La seconda guerra mondiale
Diventato Capo del Governo nel 1933, Hitler iniziò un programma di forzato allineamento di tutti gli aspetti della vita in Germania (la cosiddetta Gleichschaltung), così da consolidare la presa del potere da parte del Partito nazista.
Nel luglio 1936, il Landeskriminalpolizeiamt, il dipartimento di polizia criminale prussiano divenne l'ufficio centrale di polizia criminale per l'intero Terzo Reich, cambiando il nome in Reichskriminalpolizeiamt (RKPA), o Ufficio di Polizia Criminale del Reich e venne unito all'ufficio centrale della Polizia segreta di Stato (Gestapo), prendendo il nome di Hauptamt Sicherheitspolizei o Ufficio centrale dei Servizi di Sicurezza.

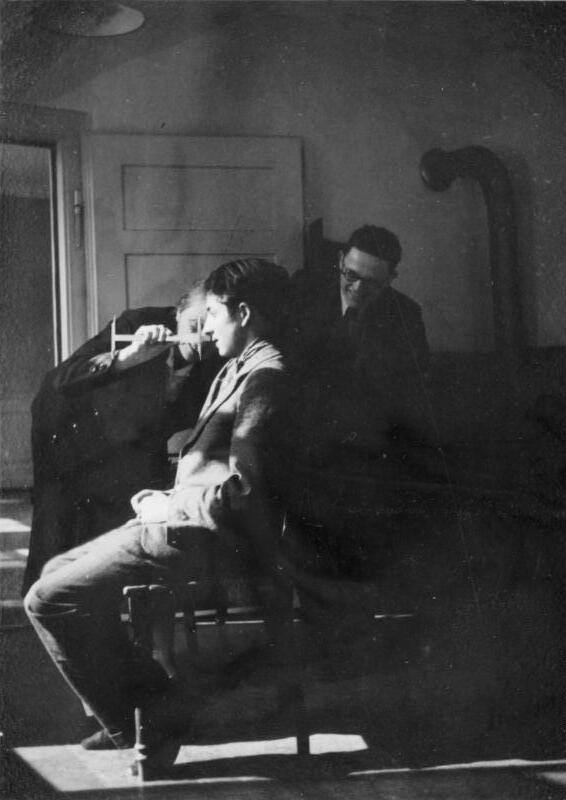
Eva Justin del "Centro di ricerca per l'igiene razziale" del Reich e il dott. Dr. Adolf W'rth mentre misurano la testa di un ragazzo Sinti nell'ambito degli studi antropometrici di elementi criminali, Stoccarda 1938

A quel punto Reinhard Heydrich aveva sotto controllo l'intero apparato di sicurezza, dato che controllava anche il Sicherheitsdienst (SD).
Arthur Nebe fu messo a capo dell'Ufficio di Polizia Criminale del Reich (RKPA), rispondendone direttamente a Reinhard Heydrich.
Nel settembre 1939, fu creato il Reichssicherheitshauptamt (RSHA), o Ufficio centrale dei Servizi di Sicurezza del Reich che divenne l'organo centrale di comando di tutte le agenzie investigative e di spionaggio dello stato.
Lo Hauptamt Sicherheitspolizei o Ufficio centrale dei Servizi di Sicurezza venne abolito e i suoi dipartimenti furono inglobati nella struttura del RSHA o Ufficio centrale dei Servizi di Sicurezza del Reich.
Il Reichskriminalpolizeiamt o Ufficio di Polizia criminale del Reich divenne Dipartimento V del RSHA. Esso fu diretto da Arthur Nebe fino al 1944, quando egli fu denunciato e condannato a morte per impiccagione in seguito alla sua complicità nell'attentato a Hitler del 20 luglio 1944.
Nell'ultimo anno della sua esistenza il Dipartimento V fu guidato da Friedrich Panzinger che rispondeva direttamente a Ernst Kaltenbrunner, capo della RSHA dopo che Heydrich venne assassinato nel 1942.
Le direttive generali della Kripo venivano direttamente dall'Ufficio centrale delle SS, mentre la sua organizzazione interna, di tipo strettamente gerarchico, prevedeva uffici in tutte le città, piccole e grandi; questi uffici a loro volta rispondevano a uffici di livello superiore dislocati nelle città più importanti che, a loro volta, rispondevano all'Ufficio centrale, cioè il dipartimento V dello RSHA.
La Kriminalpolizei si differenziava dalla Gestapo e da altri corpi di polizia politica perché si occupava di reati penali; la capacità professionale dei suoi dipendenti era di vitale importanza, utilizzava detective e medici legali assai competenti, oltre che di collaboratori esterni di riconosciuta fama professionale.
La Kripo era composta in gran parte da detective in borghese che lavoravano in collaborazione con la Ordnungspolizei (ORPO), che comprendeva i vari corpi di polizia in uniforme e con altre agenzie.
Nel dicembre 1937, il Ministro degli Interni tedesco emanò un decreto secondo il quale andavano arrestati tutti i cosiddetti “criminali abituali” e dovevano essere tenuti sotto sorveglianza tutti coloro che già avevano scontato la pena prevista. Di ciò si occupò la Kripo.
In genere la Kripo si occupava dell'ordinaria criminalità, in particolare dei crimini più seri quali violenza sessuale, omicidi e incendi dolosi. Un'altra importante area di intervento erano i furti durante i periodi di oscuramento, un problema molto serio in particolare durante i bombardamenti quando i ladri rubavano qualsiasi cosa avesse un valore da case abbandonate, negozi e fabbriche. Essa si occupò anche di combattere l'omosessualità (il famigerato Paragrafo 175) e l'aborto. L'ufficio si occupava anche di contro sabotaggio ed il controspionaggio, in particolare collaborando con la Geheime Feldpolizei (GFP) o Servizio segreto militare.
Essa divenne anche una fonte da cui attingere per completare gli effettivi delle Einsatzgruppen, anche nei ruoli di comando, come, ad esempio, lo stesso Arthur Nebe che fu comandante della Einsatzgruppe B.
Data la politica razziale della Germania nazista, non c'è da meravigliarsi che alla Kriminalpolizei venisse aggiunta una speciale unità, la Rassenhygienische und Bevolkerungsbiologische Forschungsstelle o Unità per l'Igiene della Razza e per la Ricerca in Biologia demografica, con a capo lo psichiatra nazista Robert Ritter.
Suo compito era quello di creare profili razziali di popolazioni nomadi, in particolare Rom e Sinti, considerate di razza mista, e di fissare le politiche e le linee guida da tenere nei loro confronti che poi Gestapo e Kripo avrebbero messo in pratica.

### La strage delle genti nomadi

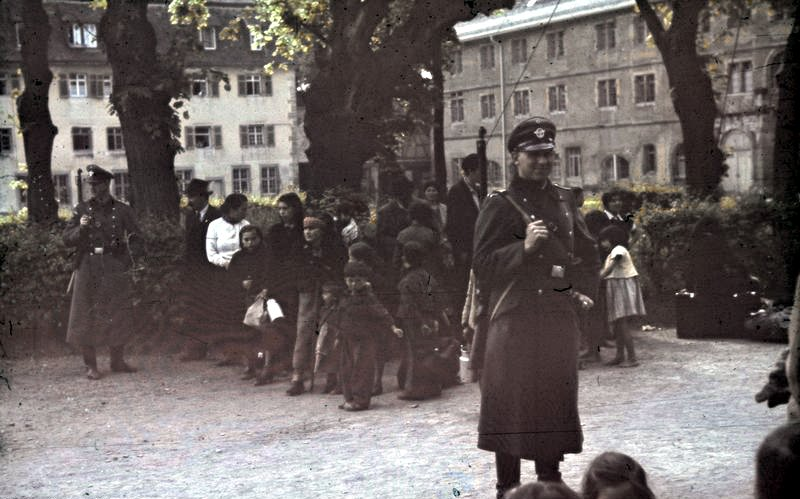
Asperg, un gruppo di nomadi rastrellato dalla Kripo per essere deportato.

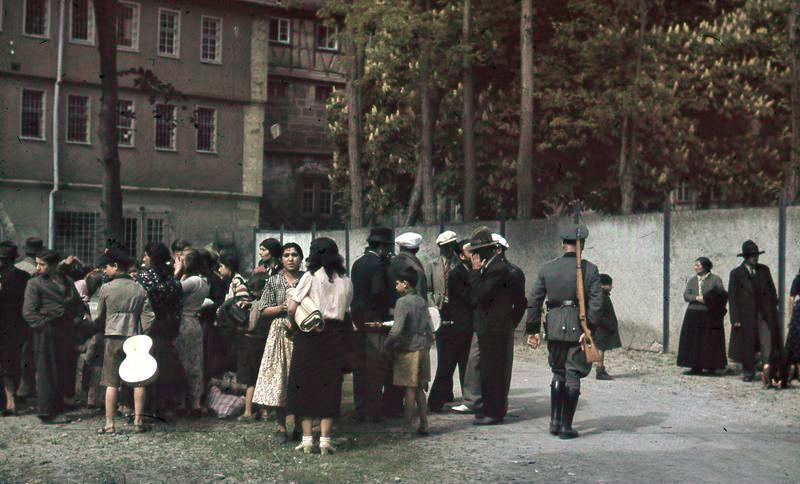
Raduno prima della deportazione da Asperg, 22 maggio 1940.

Nel settembre 1933, la Kripo fu incaricata di fare una sorta di “pulizia delle strade”, liberandole dai cosiddetti “asociali”: prostitute, senzatetto, vagabondi e nomadi.
Questi ultimi, comunemente detti zingari, ma più correttamente popolazioni nomadi di etnia per lo più Rom o Sinti, venivano considerati asociali, in quanto non integrabili nelle società sedentarie e ancor meno omologabili nel nuovo ordine nazionalsocialista. 
Di fatto proprio questo compito di pulizia delle strade fece sì che la Kriminalpolizei raccogliesse oltre 70.000 emarginati che poi sarebbero stati inviati ai campi di concentramento.
Durante l'intero periodo del potere nazista in Germania, vennero uccisi in un numero difficilmente precisabile con sicurezza, ma che più fonti attestano intorno alle 500.000 unità, molti dei quali proprio a causa dei rastrellamenti della Kriminalpolizei.
Costoro vennero perseguitati e uccisi in quanto di razza inferiore o Untermenschen e, come tali, secondo l'ideologia nazionalsocialista, non degni di vivere. Venivano imprigionati, seviziati, sterilizzati, utilizzati per esperimenti medici, gassati nelle camere a gas, per quell'unico motivo.
Dopo la guerra lo sterminio nazista delle popolazioni nomadi non è stato subito riconosciuto come un genocidio, dato che a suo tempo era stato propagandato come una semplice misura di prevenzione sanitaria e di sicurezza sociale.
Erano infatti ritenuti geneticamente ladri e truffatori e, in quanto nomadi, naturalmente infedeli allo Stato. 
Le leggi, inoltre, impedivano alle popolazioni nomadi di possedere carte di identificazione particolari e permessi di soggiorno o di sosta in determinati luoghi.
Dal 1934 il Ministero degli Interni finanziava e coordinava i cosiddetti Centri di igiene razziale e ricerca genetica, che tanto hanno contribuito a definire la "questione zingara" nella Germania nazista. Un altro importante punto di riferimento fu il Servizio Informazioni sugli Zingari, un centro fondato nel 1899 a Monaco da uno zelante funzionario statale, Alfred Dillmann, ricordato anche per il suo libro "The Gypsy Book", scritto con l'unico scopo di aiutare la polizia a identificare le popolazioni nomadi.
Non solo tutto il materiale, tra cui numerose schedature dei nomadi presenti sul territorio, venne immediatamente prelevato dai nazisti e utilizzato per identificare migliaia di persone, ma, nel giro di pochi anni, l'istituto fu ribattezzato Ufficio centrale per la lotta alla piaga zingara e trasferito a Berlino.
Una volta catturati dalla Kriminalpolizei, i nomadi venivano deportati ed etichettati biologicamente, come voluto da Himmler in una circolare del 7 agosto 1941, con la sigla Z se si trattava di “zingari puri”, con ZM+ se nati da matrimoni misti con più del 50% di sangue zingaro, con ZM se nati con uguale percentuale di sangue tedesco e zingaro e con ZM- se nati con più sangue tedesco che zingaro nelle vene. 
All'inizio del 1941 un trasporto di 5.007 nomadi arrivò nel ghetto di Łódź: molti morirono per un'epidemia di tifo petecchiale e a dicembre i superstiti vennero trasferiti al campo di sterminio di Chełmno e qui uccisi nelle camere a gas mobili, i cosiddetti Gaswagen.
A partire dal dicembre 1942, quando Himmler fa deportare ad Auschwitz i gitani, la situazione precipitò, fino ad arrivare all'apice del suo orrore nel 1944, quando nella notte tra il 31 luglio e il 1º agosto tutti i nomadi ancora in vita vengono uccisi nelle camere a gas e bruciati nei forni crematori. 
In questo modo, con questo colpo finale, il loro sterminio (in romanì Porrajmos) arrivò al termine.

### Il ruolo delle donne
La Kriminalpolizei includeva inizialmente un'unità di detective donne (Weibliche Kriminalpolizei). In un Festschrift (scritto commemorativo) è riportato che nel 1928, nonostante il fatto che ad Amburgo ci fossero novecento prostitute, la cui salute era certificata dalle autorità, il problema delle malattie veneree era quanto mai rampante.  Per cercare di limitare il fenomeno, i cittadini decisero, in occasione dell'8 marzo, di creare un'unità femminile di polizia criminale.
Il suo primo leader fu la Kriminaloberkommissarin o commissaria-capo Josefine Erkens, che mantenne la carica fino al 1931, anno dell'abolizione del corpo di polizia femminile. La ragione per una tale decisione può essere attribuibile alla scarsa organizzazione e divisione dei ruoli tra maschi e femmine all'interno della Kriminalpolizei (ed alla polizia in generale), problemi già noti durante la Repubblica di Weimar.
A sostegno di questa tesi, vi è un drammatico evento che è testimonianza della gravità dei conflitti interni alla polizia criminale: probabilmente a causa di contrasti nella suddivisione degli incarichi, due donne, l'Inspektorin Dopfer e la Kriminalobersekretarin Fischer si suicidarono. Il 10 luglio di quell'anno, infatti, sull'isola di Pellworm nel Mare del Nord, vennero trovati i corpi delle due donne, appartenenti alla polizia di Amburgo. Esse erano legate assieme e ognuna era stata colpita da una pallottola alla testa da distanza ravvicinata.
Le due donne avevano mandato al Doktor Schlaubusch, il capo della polizia di Amburgo, una nota che riportava la loro volontà di suicidarsi a Pellworm. Schlaubusch mandò un agente sull'isola con il compito di scongiurare l'evento drammatico, ma purtroppo non le trovò. Due giorni dopo, apparirono i due cadaveri. Secondo quanto scritto su un giornale di Berlino, le due si sarebbero legate nell'acqua già profonda, sparandosi a vicenda con le pistole di servizio. Secondo altre ipotesi il forte disagio all'interno del settore femminile della Kripo, l'ambiente fortemente maschilista che caratterizzava la mentalità del tempo e che riteneva le donne non adatte a ricoprire tali ruoli.
Per la commissaria Erkens il tragico doppio suicidio fu fatale. Il 23 novembre 1931 essa venne giudicata dal Senato di Amburgo che la dichiarò inadatta a ricoprire il ruolo di supervisore di un dipartimento di polizia, poiché carente in riservatezza, autodisciplina e imparzialità nelle relazioni con il personale a lei subordinato. Le venne data comunque l'opportunità di ritirarsi spontaneamente dal servizio di polizia, in modo da non perdere la raggiunta anzianità pensionistica. Alla fine si giunse a un compromesso: le donne potevano entrare a far parte della Kripo, ma a patto che non indossassero l'uniforme e facessero parte di un'entità organizzata separatamente.

### Kriminalistik: la rivista ufficiale
Durante il Terzo Reich, la Kripo è ricordata anche per aver collaborato alla stesura della rivista professionale Kriminalistik ("Criminologia pratica"), che era anche l'organo ufficiale della Kriminalpolizei.
Il mensile trattava della criminalità in termini teorici ma anche pratici, là dove si esaminavano casi reali, discutendo ed applicando le varie tecniche investigative: omicidi, suicidi, contraffazione e adulterazioni, rapimenti, avvelenamenti. Venivano pubblicate le statistiche sui crimini e spiegate nuove tattiche poliziesche. La pubblicazione era ricca di fotografie, che potevano ritrarre anche le autopsie sui cadaveri, impronte digitali e dettagliate immagini relative alle indagini svolte.
Non mancavano inoltre informazioni sulle prigioni (come quella sorta a Linz, sul Danubio, che includeva tre camere a gas), e i relativi problemi quali ad esempio le evasioni. 
Nel periodo pre-bellico l'editore era stato Reinhard Heydrich, al tempo presidente della Commissione Internazionale della Polizia Criminale (l'equivalente dell'odierno Interpol).
I collaboratori erano poliziotti che ricoprivano allora le più alte cariche, come Arthur Nebe o Werner Best, ma anche criminologi internazionali di tutto rispetto. 
Della rivista, oggigiorno, si è persa quasi ogni traccia, e gli unici numeri rimasti, risalenti agli anni quaranta sono in mano a collezionisti privati.

### Il secondo dopoguerra
Nel 1945, le forze alleate che occupavano la Germania iniziarono i loro programmi di denazificazione. Tuttavia fu anche considerato che in uno stato totalitario ben pochi avrebbero potuto mantenere il loro posto nella pubblica amministrazione senza diventare membri del Partito nazista. Perciò la sola appartenenza al Partito nazista non fu ritenuta motivo sufficiente perché i dipendenti pubblici venissero epurati. Ciò valse anche per i dipendenti della Kriminalpolizei che dovevano essere stati coinvolti in crimini di guerra o crimini contro l'umanità perché venisse iniziata una specifica procedura di investigazione nei loro confronti, con contestuale dismissione e imprigionamento.
Gli alleati erano anche convinti che l'autorità della legge sarebbe stata danneggiata da un'epurazione di massa degli agenti e ispettori di polizia e ritennero che per riportare la democrazia in Germania sarebbe stato più utile mantenere la continuità di una forza di polizia tedesca, con tutta la sua abilità professionale ed esperienza pratica. Perciò i membri della Kriminalpolizei, fedeli servitori della Germania nazista, si dovettero adattare alla nuova atmosfera ideologica e organizzativa attraverso un programma di riconversione che, sostanzialmente, si basava, almeno nelle aree occupate dalle forze occidentali, sulle cosiddette  Quattro D, Decentralizzazione, Demilitarizzazione, Denazificazione e Democratizzazione:
- Decentralizzazione: abolizione dell'ipercentralizzata struttura politica che era stata implementata sotto il regime nazista, tagliando anche i fitti collegamenti che intercorrevano tra i differenti rami della polizia e ponendo le forze di polizia sotto il controllo dei singoli nascenti stati tedeschi che avrebbero costituito l'ossatura della futura Germania federale.
- Demilitarizzazione: eliminazione della formazione dei quadri su base prettamente militare.
- Denazificazione: eliminazione dello spirito nazista dagli uffici della Kriminalpolizei e dalla mentalità dei suoi addetti, tramite la riforma dei regolamenti interni e l'incarcerazione di chi si era reso colpevole di attività criminali.
- Democratizzazione: creazione di una struttura meno gerarchica, più trasparente e sottoposta a controlli da parte di autorità esterne ad essa.[9]

## Disciplina attuale

### Austria
Dal 2005 la Bundespolizei ha riunito in sé tutte le funzioni di polizia che prima erano articolate in più dipartimenti (Pubblica Sicurezza, Kriminalpolizei e Gendarmerie). Essa dipende dal Generaldirektion für öffentliche Sicherheit o Direzione centrale per la Sicurezza pubblica, che è parte del Ministero degli Interni. Essa coordina circa 1000 stazioni di polizia attraverso 27 comandi di polizia urbana e 83 comandi distrettuali, controllati a livello intermedio da 9 comandi regionali. Oggigiorno dunque non esiste più in Austria la Kriminalpolizei come entità autonoma.
In Austria esiste anche una forza di polizia di élite, la Einsatzkommando Cobra (EKO) a cui è affidata la lotta al terrorismo, alla criminalità organizzata e che ha la responsabilità di intervenire ogniqualvolta è richiesta una forza specializzata nell'uso di armi e apparecchiature sofisticate. La forza è suddivisa fra la sede centrale a Wiener Neustadt e altre quattro sedi periferiche. L'attentato di New York dell'11 settembre 2001 è stato l'evento che ha catalizzato l'unificazione in un unico servizio, appunto la forza di élite Cobra, delle tre differenti unità di pronto intervento precedentemente esistenti.

### Germania

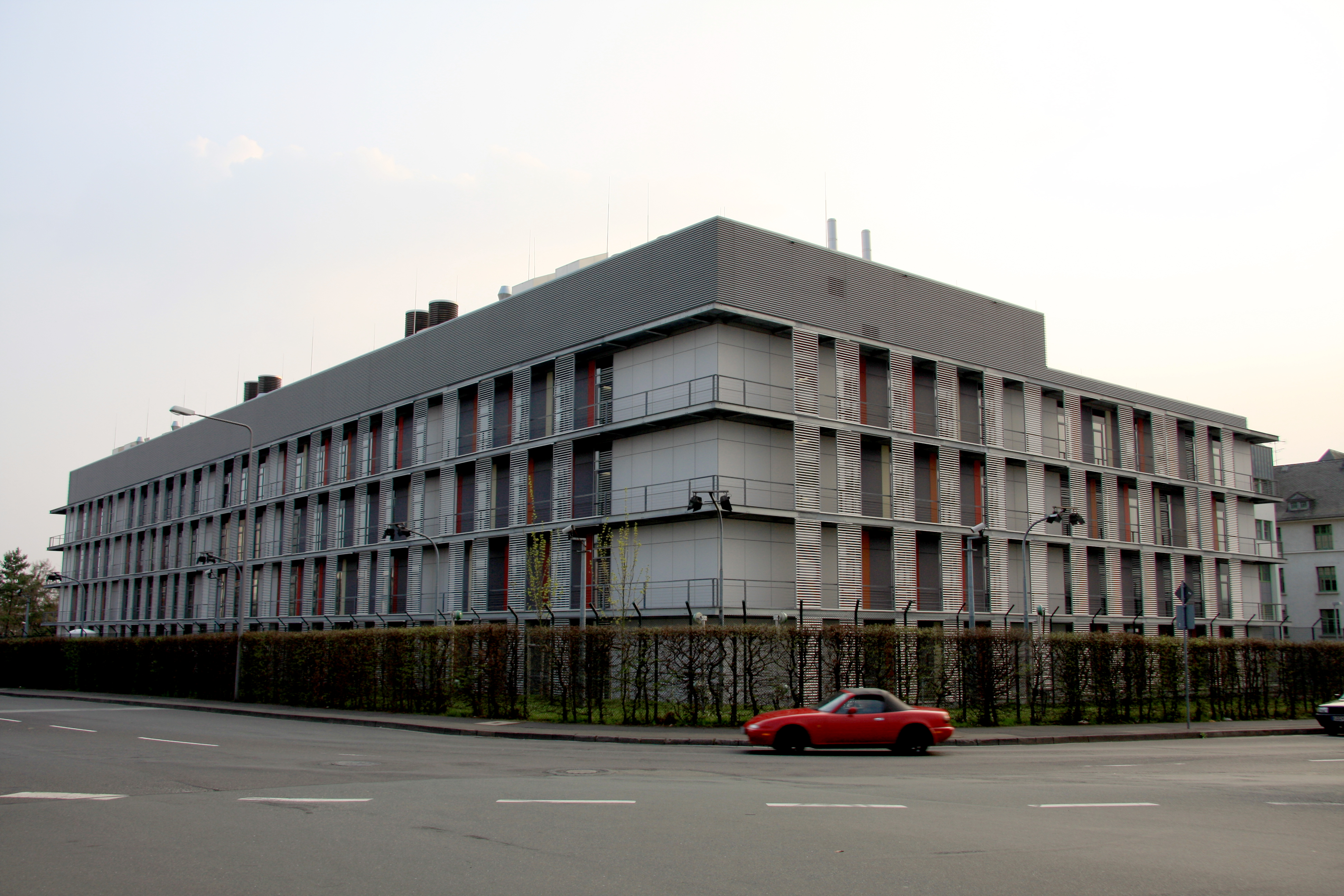
La sede BKA a Wiesbaden.

Nella Repubblica federale di Germania le responsabilità attinenti all'ordine pubblico e alla prevenzione del crimine sono divise fra due entità: la Landespolizei (LKA) o Polizia di Stato, che fa capo ai singoli Stati tedeschi e il Bundeskriminalamt (BKA) o Ufficio investigativo federale che comprende la Bundespolizei o Polizia federale. L'obiettivo dell'Ufficio investigativo federale è di coordinare l'applicazione della legge e di cooperare strettamente con le agenzie di polizia criminale dei singoli stati. Il quartier generale BKA si trova a Wiesbaden. Il suo organico, a tempo pieno e part-time, è di circa 5.200 uomini.
L'Ufficio investigativo federale (BKA) si occupa anche della cooperazione giudiziaria e di polizia in materia penale a livello europeo tramite l'Europol e a livello internazionale tramite l'Interpol. 
All'interno della Landespolizei il dipartimento di investigazione criminale è conosciuto come Kriminalpolizei o Kripo. Sono queste le forze di polizia che conducono la gran parte dell'attività investigativa sul territorio tedesco, in completa autonomia da Stato a Stato. Ma in casi particolarmente complessi esse possono essere affiancate dalla Polizia federale e, se necessario, anche dalla Polizia doganale.
Le varie Kripo dispongono anche di un dipartimento di Staatsschutz o Sicurezza di Stato che interviene in caso di criminalità politica o attività spionistiche.
Dato che i Servizi segreti tedeschi non dispongono dei poteri di polizia, ogni qualvolta essi necessitano di eseguire arresti, perquisizioni domiciliari, interrogatori o sequestri, essi devono rivolgersi alla singola Landespolizei avente giurisdizione, il cui Staatsschutz, o Sicurezza di Stato, valuterà la situazione ed eseguirà gli interventi che riterrà più opportuni.

### Svizzera
In Svizzera il controllo dell'ordine pubblico è demandato ai singoli Cantoni la cui Kantonspolizei o Polizia cantonale detiene anche il potere di investigare la criminalità.
Nei cantoni di lingua tedesca il servizio è articolato in Kripo o polizia criminale, Servizi di sicurezza (ordine pubblico) e polizia stradale.
Nei cantoni di lingua francese e nel Canton Ticino il servizio è invece articolato in gendarmerie (ordine pubblico e polizia stradale) e police de sûreté (polizia criminale).
Alcuni comuni svizzeri che tradizionalmente godono di una forte autonomia, quali ad esempio Zurigo e Losanna, dispongono di un'autonoma forza di polizia.
Anche in Svizzera, come in Germania, esiste un'agenzia di polizia federale, Fedpol, con compiti di coordinamento e supporto delle forze di polizia cantonali e comunali. La Fedpol conduce anche le investigazioni più complesse e che hanno diramazioni in più cantoni o in Paesi esteri.